# 小河内川 (広島県)
小河内川（おがうちがわ）は、広島県を流れる太田川水系の一級河川。延長約12.5km。

## 地理
北広島町今吉田字若林付近の約400m前後のゆるやかな中国山地に発し、今吉田の広い谷を南西流した後、広島市安佐北区安佐町大字小河内に入ると傾斜を強め、安佐町小河内字小浜で太田川左岸に合流する。

### 流域の自治体
広島県
山県郡北広島町、広島市安佐北区

## 並行する交通

### 道路
- 広島県道38号広島豊平線（北広島町今吉田から広島市安佐北区安佐町大字小河内まで）